# Gentiopicroside
Il gentiopicroside è un composto secoiridoide che viene isolato dalle piante del genere Gentiana (es. Gentiana lutea, Gentiana scabra). Le piante del genere Gentiana, tra cui la Gentiana scabra, sono largamente utilizzate in Asia per il trattamento dell'infiammazione.

## Chimica
Il gentiopicroside (3S,4R)-4-ethenil-3-[(2S,3R,4S,5S,6R)-3,4,5-triidrossi-6-(idrossimetil)ossan-2-il]ossi-4,6-diidro-3H-pirano[3,4-c]piran-8-one, chimicamente si configura come un secoiridoide, sottogruppo degli iridoidi. Gli iridoidi presentano nella loro struttura chimica un anello del ciclopentano fuso a un anello esatomico eterociclico contenente ossigeno.  I secoiridoidi si differenziano dagli iridoidi in quanto presentano la scissione dell’anello del ciclopentano; per questo motivo presentano un anello eterociclico a sei membri. Il composto progenitore dei secoiridoidi è la secologanina.

## Attività
Il gentiopicroside presenta svariate attività. Esso è in grado di ridurre il dolore, il prurito e la dermatite indotti da corticosteroidi. Inoltre, inibisce l'adipogenesi nelle cellule3T3-L1. Infatti ha la capacità di provocare un abbassamento di alcuni fattori adipogenici chiave e inoltre, è in grado di inibire, in modo dose-dipendente, l'assorbimento dei lipidi.  Il gentiopicroside provoca anche un abbassamento dell'espressione di citochine infiammatorie come NFκB1, TNFα, IL6 e, grazie a questa proprietà, è in grado di migliorare il quadro clinico della gastrite indotta da etanolo. Il gentiopicroside dunque ha proprietà antinfiammatorie per merito della downregulation delle citochine infiammatorie ed inoltre provoca la soppressione di iNOS e COX-2. Il gentiopicroside ha dimostrato anche un effetto anti-artrite e si configura come un agente promettente per il trattamento dell'osteoporosi. Diversi studi suggeriscono anche un possibile utilizzo del gentiopicroside come antidepressivo in quanto riduce l'apoptosi e aumenta la proliferazione delle cellule dell'ippocampo in animali con depressione indotta. Il gentiopicroside si dimostra utile nella terapia diabetica in quanto è in grado di prevenire l'infiammazione renale (in modelli murini con diabete indotto da streptozotocina) e, in questo modo, limita la progressione in fibrosi renale.